# Laterza (Italia)
Laterza (/la'tɛːrtsa/  è un comune italiano di 14 664 abitanti della provincia di Taranto in Puglia.
Il comune di Laterza è noto per il pane, la sua profonda gravina carsica e la maiolica, caratterizzata da una particolare stesura cromatica, di colore turchino su smalto bianco.

## Geografia fisica

### Territorio

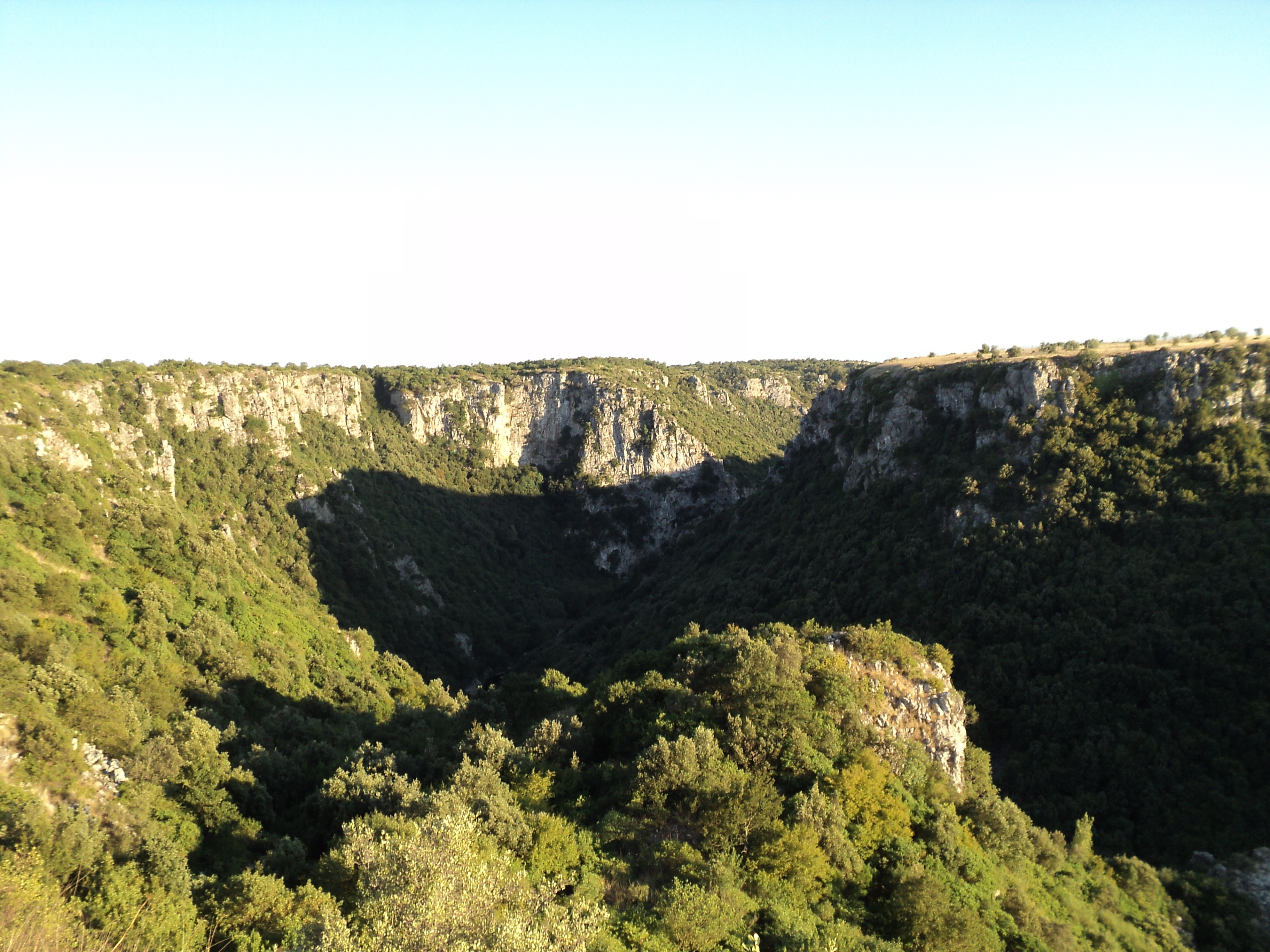
Veduta della Gravina di Laterza

Laterza è situata a nord-ovest della provincia di Taranto, ad un'altezza media di 362 m s.l.m., con un territorio che si insinua tra le province di Bari e di Matera. Il territorio laertino fa parte della diramazione appenninica della murgia barese, e, nonostante non abbia sbocchi sul mare, ricade nella regione geografica dell'arco Ionico tarantino.
Laterza è situata in una posizione strategica, sul ciglio occidentale dell'omonima gravina, che rappresenta un suggestivo canyon di origine carsica. Inoltre, la gravina, grazie al suo habitat, può vantare la presenza di varie specie ornitologiche, che hanno permesso l'istituzione dell'oasi a protezione dell'avifauna della gravina di Laterza nel 1985, gestita dal 1999 dalla LIPU. Il comune fa parte del Parco naturale regionale Terra delle Gravine istituito in Puglia nel 2005 per tutelarne il patrimonio paesaggistico e floro-faunistico.
Dal punto di vista geologico, nel territorio laertino, affiorano prevalentemente formazioni carbonatiche, come il Calcare di Altamura (Cretacico superiore-Paleocene inferiore) e la Calcarenite di Gravina (Pliocene Superiore-Pleistocene inferiore).
Dal punto di vista idrografico, come fanno notare anche gli storici Geronimo Marciano e Giovan Battista Pacichelli, il territorio laertino è «...copiosissimo d'acque...» e «...abbonda di spesse fonti fresche, e perenni...», fonti che hanno da sempre permesso l'agricoltura in un territorio non raggiunto dai sistemi di irrigazione gestiti dal consorzio di bonifica. Così come per quella di Castellaneta, la gravina di Laterza è attraversata da un torrente le cui acque danno origine al fiume Lato.
Laterza è situata in un'area a bassa sismicità, infatti nella classificazione sismica ricade nella zona 3.

### Clima
Il clima di Laterza è mediterraneo, ma con punte di continentalità a causa dell'altitudine e della lontananza dal mare. La temperatura in inverno oscilla tra -7 e +15 °C, mentre in estate varia tra +13 e +42 °C, con un'elevata percentuale di umidità. Le precipitazioni annuali si attestano attorno ai 600 mm. Non di rado cade la neve, circa una volta all'anno, specialmente in presenza di aria fredda di origine balcanica.
Nella tabella sottostante sono riportati i valori medi raccolti nel periodo 1971-2000 nella bassa Murgia (in particolare nella stazione meteorologica di Gioia del Colle) di cui anche il territorio di Laterza fa parte.
| Laterza                         | Mesi        | Mesi        | Mesi        | Mesi        | Mesi        | Mesi        | Mesi        | Mesi        | Mesi        | Mesi        | Mesi        | Mesi        | Stagioni | Stagioni | Stagioni | Stagioni | Anno  |
| Laterza                         | Gen         | Feb         | Mar         | Apr         | Mag         | Giu         | Lug         | Ago         | Set         | Ott         | Nov         | Dic         | Inv      | Pri      | Est      | Aut      | Anno  |
| ------------------------------- | ----------- | ----------- | ----------- | ----------- | ----------- | ----------- | ----------- | ----------- | ----------- | ----------- | ----------- | ----------- | -------- | -------- | -------- | -------- | ----- |
| T. max. media (°C)              | 10,0        | 10,3        | 13,1        | 16,2        | 22,0        | 31,1        | 32,9        | 33,3        | 30,8        | 19,8        | 15,2        | 10,9        | 10,4     | 17,1     | 32,4     | 21,9     | 20,5  |
| T. min. media (°C)              | 2,2         | 2,1         | 3,6         | 5,8         | 10,1        | 14,0        | 16,6        | 16,7        | 13,6        | 10,3        | 6,1         | 3,4         | 2,6      | 6,5      | 15,8     | 10,0     | 8,7   |
| T. max. assoluta (°C)           | 18,4 (1986) | 21,4 (1990) | 23,6 (1990) | 28,4 (1983) | 34,2 (1994) | 40,8 (1982) | 41,8 (1988) | 40,2 (2000) | 36,2 (1975) | 32,2 (1981) | 23,8 (1990) | 20,0 (1979) | 21,4     | 34,2     | 41,8     | 36,2     | 41,8  |
| T. min. assoluta (°C)           | −9,8 (1985) | −9,4 (1993) | −8,2 (1987) | −2,8 (1988) | 1,4 (1989)  | 7,0 (1980)  | 9,0 (1980)  | 8,6 (1976)  | 4,6 (1976)  | −0,6 (1972) | −5,2 (1972) | −7,2 (1976) | −9,8     | −8,2     | 7,0      | −5,2     | −9,8  |
| Giorni di calura (Tmax ≥ 30 °C) | 0           | 0           | 0           | 0           | 0           | 22,8        | 30,1        | 28,8        | 19,9        | 0,0         | 0,0         | 0,0         | 0,0      | 0,0      | 81,7     | 19,9     | 101,6 |
| Giorni di gelo (Tmin ≤ 0 °C)    | 20,9        | 20,1        | 17,8        | 9,9         | 3,1         | 0,1         | 0,0         | 0,0         | 0,0         | 3,9         | 20,2        | 23,1        | 64,1     | 30,8     | 0,1      | 24,1     | 119,1 |
| Precipitazioni (mm)             | 50,2        | 71,2        | 60,5        | 45,7        | 43,4        | 29,5        | 23,6        | 32,2        | 45,4        | 67,7        | 67,0        | 60,1        | 181,5    | 149,6    | 85,3     | 180,1    | 596,5 |
| Giorni di pioggia               | 6,7         | 7,8         | 7,3         | 6,5         | 5,8         | 3,6         | 2,7         | 3,3         | 4,8         | 7,1         | 8,1         | 7,4         | 21,9     | 19,6     | 9,6      | 20,0     | 71,1  |
| Giorni di nebbia                | 9,2         | 6,4         | 7,3         | 5,9         | 3,4         | 1,8         | 0,5         | 2,4         | 4,9         | 9,9         | 9,9         | 10,8        | 26,4     | 16,6     | 4,7      | 24,7     | 72,4  |
| Umidità relativa media (%)      | 78,5        | 75,0        | 73,0        | 70,0        | 68,0        | 63,0        | 61,0        | 63,0        | 68,5        | 75,0        | 79,5        | 80,0        | 77,8     | 70,3     | 62,3     | 74,3     | 71,2  |

Per quanto riguarda la classificazione climatica, Laterza ricade nella zona D, con 1657 GG.

## Origini del nome
Tre sono le ipotesi dalle quali si pensa derivi il nome di Laterza. Alcuni scrittori pensano che derivi dal latino "Latentia", ovvero "nascosto", per la vasta presenza sul territorio di caverne e nascondigli; per altri, invece, deriverebbe da un'altra parola latina, "Tertia", con riferimento ai militi di una terza legione che qui, in una data imprecisata, si sarebbero accampati. Questa ipotesi potrebbe essere avvalorata dal fatto che Laterza è situata lungo il tracciato della via Appia antica, che univa Roma a Brindisi passando per Taranto, ricalcando in parte il tracciato ancora visibile in alcuni tratti (Masseria Candile, Masseria Miseria, Masseria Viglione).
Non meno fantasiosa la terza ipotesi che fa risalire il nome di Laterza ai Cretesi, che fuggiti dopo la guerra con i Micenei, fondarono qui una colonia in onore di Laerte, padre di Ulisse, che però, come ci dice Omero, era di Itaca.
Un'ulteriore ipotesi piuttosto documentata, che si discosta dalle precedenti ritenute congetture, vuole che il toponimo derivi in realtà da una suddivisione del territorio in Terzi: se nel vicino comune di Ginosa sussiste una località Terza di Mezzo, dobbiamo presupporre un legame di suddivisione puramente numerico (si pensi a quella medievale in Terzi), appunto la Terza, considerando anche l'esistenza nel territorio di masserie indicate come Terza e Quarta.

## Storia

### Le origini

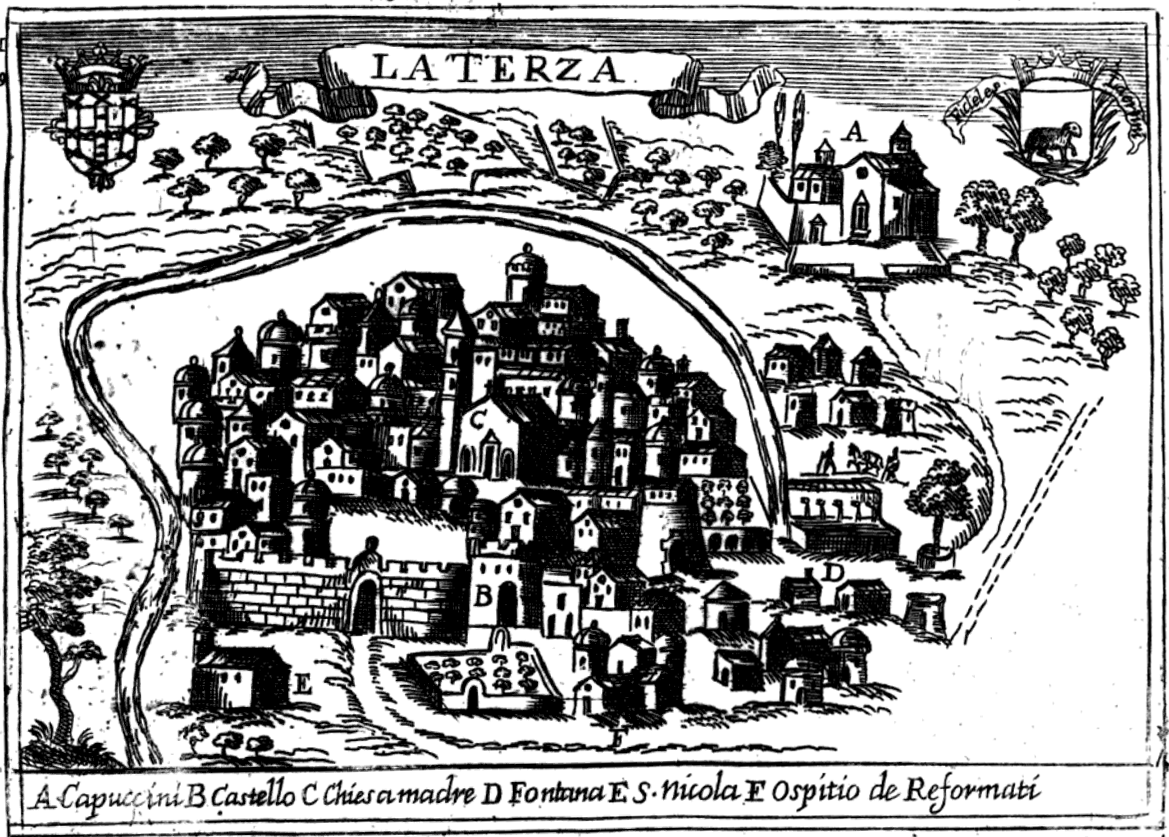
Cartografia di Laterza del 1700 riportata sul libro di Giovan Battista Pacichelli intitolato "Il Regno di Napoli in prospettiva - Parte seconda".

Recenti indagini paletnologiche condotte tra i comuni di Ginosa e Laterza dai ricercatori dell'Università degli Studi di Bari, hanno dimostrato la presenza dell'uomo già a partire da un'insoluta Pebble Culture, la cultura degli strumenti su ciottolo di tradizione Olduvaiana, temporaneamente abbinata all'Acheuleano (compreso tra i 700/600.000 e 120.000 anni) con la raccolta e documentazione di choppers, protobifacciali e bifacciali amigdaloidi (le cosiddette amigdale), di solito assegnate a H. heidelbergensis, proseguendo, in una sequenza cronologica Pleistocenica, con la facies Musteriana (300/130-35.000 anni fa) di H. neanderthalensis, e con l'uomo anatomicamente moderno dell'Epigravettiano finale (11-10.000 anni fa) utente di un probabile "santuario" in Grotta San Pellegrino, come comprovato da due mirabili lamine calcaree graffite e decorate in ocra. Nella stessa località l'Olocene si presenta col Neolitico e l'Età del Bronzo.
È al paletnologo Franco Biancofiore che si deve lo studio di una necropoli protostorica collocabile tra il 3000 -2500 a.C., ritrovata nel 1965 grazie a lavori di scavo in località Candile, che attesta il popolamento del territorio di Laterza sin dall'antichità. La tipologia degli ipogei funerari, le suppellettili e gli utensili in selce ed osso documentano la presenza di una popolazione dell'eneolitico di cacciatori-pescatori seminomadi di origine balcanica, denominata Civiltà di Laterza.
Testimonianze successive del popolamento dell'area risalgono ai peuceti, all'epoca della Magna Grecia e dell'età romana e sono oggi custoditi nel museo archeologico di Taranto e nel museo archeologico di Matera.

### Il medioevo
La prima fonte pervenuta fino a noi nella quale è citato l'insediamento di Laterza risale al 1082 ed è conservata presso l'Archivio privato Gattini di Matera: nel documento, che dispone la concessione di terreni e privilegi a Scipione Gattini da parte del conte di Matera Loffredo, il casale è designato con il nome di "Latercio". Il casale era stato annesso sin dal 1064 alla contea di Matera concessa da Roberto il Guiscardo ai Loffredi, che l'abbandonarono nel 1133: Laterza divenne allora feudo del logoteta normanno Riccardo.
L'abitato attuale sorse con tutta probabilità intorno all'anno 1000. Inizialmente fu parte integrante del territorio di Matera e dopo essere appartenuto al protonotario Riccardo Logoteta, solo verso il 1209 (come risulta in un documento del cancelliere Gualtieri di Palearia, tutore di Federico II) il feudo laertino venne concesso definitivamente da Federico II ai prelati baresi. Successivamente divenne parte integrante del Principato di Taranto e fu governato da vari feudatari.
Nel 1280 circa, Laterza ed altri feudi limitrofi furono donati da Carlo I d'Angiò a Narjot IV de Toucy. Nonostante le contese con l'arcivescovo di Bari, la famiglia dei Toucy governerà Laterza sino al 1294 anno in cui il casale sarà infeudato a Filippo d'Angiò, principe di Taranto. È da far risalire probabilmente a questo periodo la costruzione del castello, chiamato Palazzo Marchesale, con portale datato 1393, che subirà rimaneggiamenti sino ad assumere l'attuale aspetto in fase di restauro.

### Età moderna e contemporanea
Nel 1434 Giovanna II di Napoli dichiarò Laterza città demaniale, ovvero non soggetta ad un feudatario ma direttamente alla Corona, in perpetuo. Tale status venne perso nel 1485, quando la cittadina venne venduta da Ferdinando I di Napoli a Matteo Crispano, castellano di Taranto, sotto il cui controllo rimase sino al 1495. In quell'anno venne acquistata da Marino Brancaccio, conte di Noja. Nel 1497 il feudo passò per via ereditaria a Giovanni Berardino d'Azzia, nipote per parte di sorella di Marino Brancaccio. In seguito al matrimonio, celebrato nel 1635, tra Ippolita Albertini d'Azzia (1613-1681), figlia di Francesco Albertini e Aurelia d'Azzia, con il giurista spagnolo Antonio Pérez Navarrete (1600-1686), il feudo di Laterza passò alla famiglia Pérez Navarrete, originaria de La Rioja, ma trapiantata nel Regno di Napoli dalla prima metà del XVII secolo. Tale stato di cose sarebbe perdurato sino al 1806, con l'entrata in vigore delle leggi eversive della feudalità su iniziativa di Giuseppe Bonaparte durante il cosiddetto Decennio francese.
Dal XVI al XIX secolo a Laterza venne praticata ininterrottamente l'arte della maiolica. Nel Settecento, il periodo di massimo splendore, questa costituisce la principale attività del luogo, fino a quando, venute meno le commesse borboniche e vaticane che costituivano la quasi totalità dei clienti che avevano la possibilità di acquistare la pregiata e costosa maiolica di Laterza, le botteghe pian piano furono chiuse.
In seguito alla fine della dominazione francese, la cittadina rientrò, come il resto del regno, sotto il controllo del Regno delle Due Sicilie; successivamente entrerà a far parte del Regno d'Italia.

### Simboli
Lo stemma di Laterza raffigura una pecora che tiene tra le zampe una bandiera rossa con croce bianca; la testa dell'animale è sormontata da tre stelle a cinque punte, aggiunte durante l'epoca borbonica. Lungo i fianchi dello scudo appaiono i termini Fidelis Laertini, motto fatto fregiare da Giovanna II d'Angio, regina del regno di Napoli nel 1434. La pecora simboleggia la millenaria vocazione degli abitanti di Laterza all'allevamento degli ovini e alla concia delle loro pelli. L'arma civica è stata arricchita di una corona nel periodo marchesale.
Il gonfalone è un drappo di azzurro.

## Monumenti e luoghi d'interesse

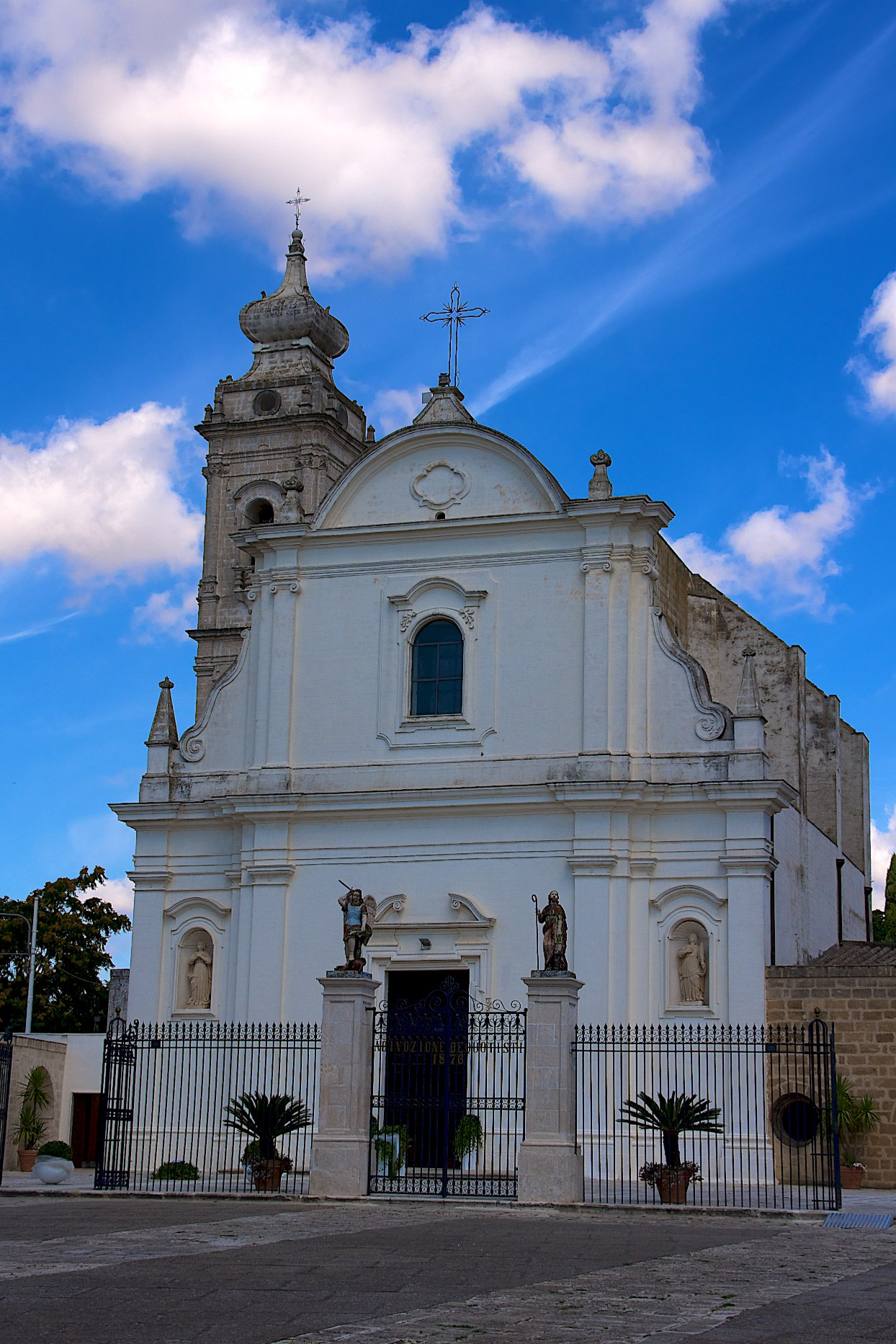
Il Santuario Mater Domini

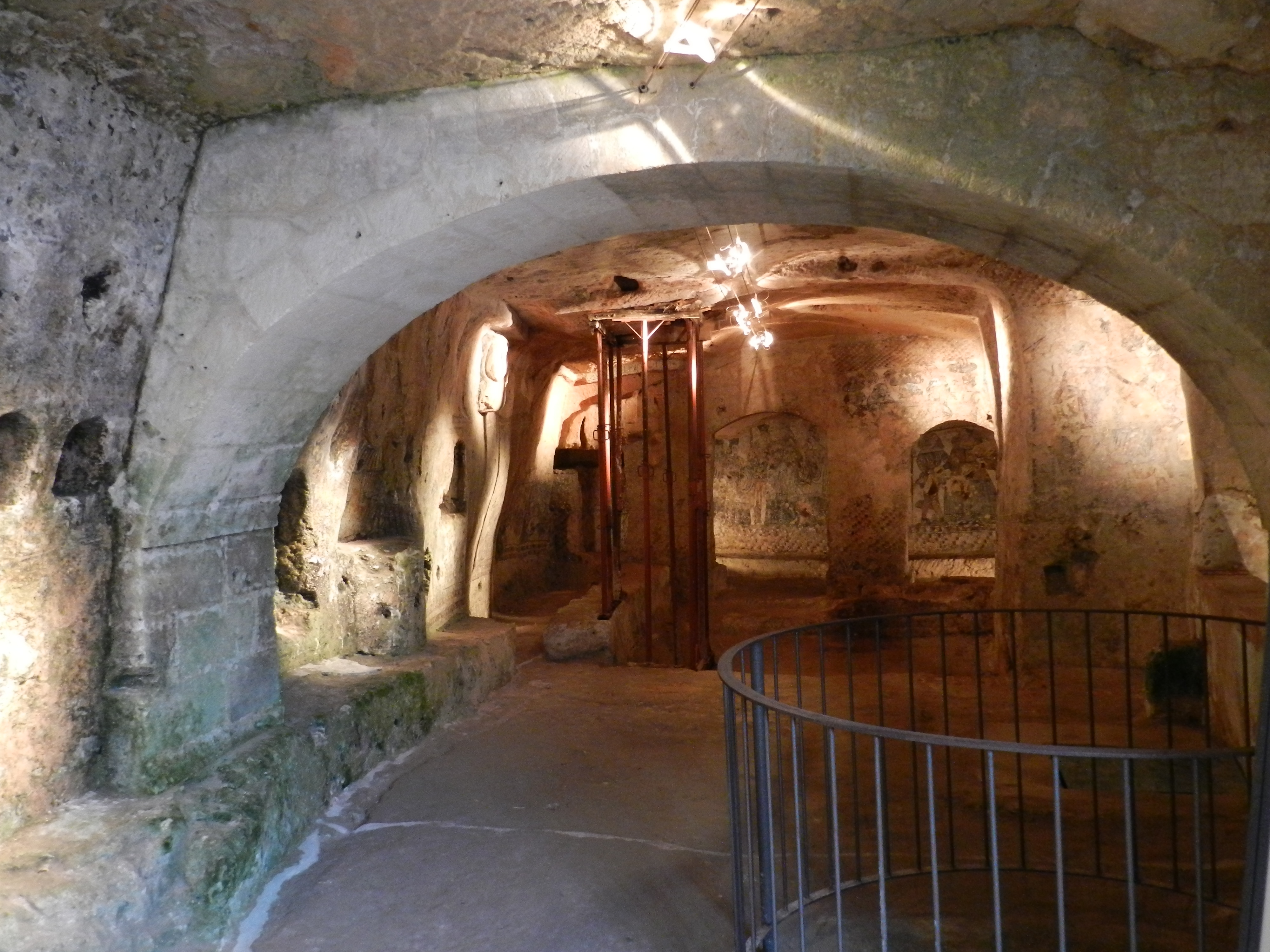
La cosiddetta Cantina Spagnola

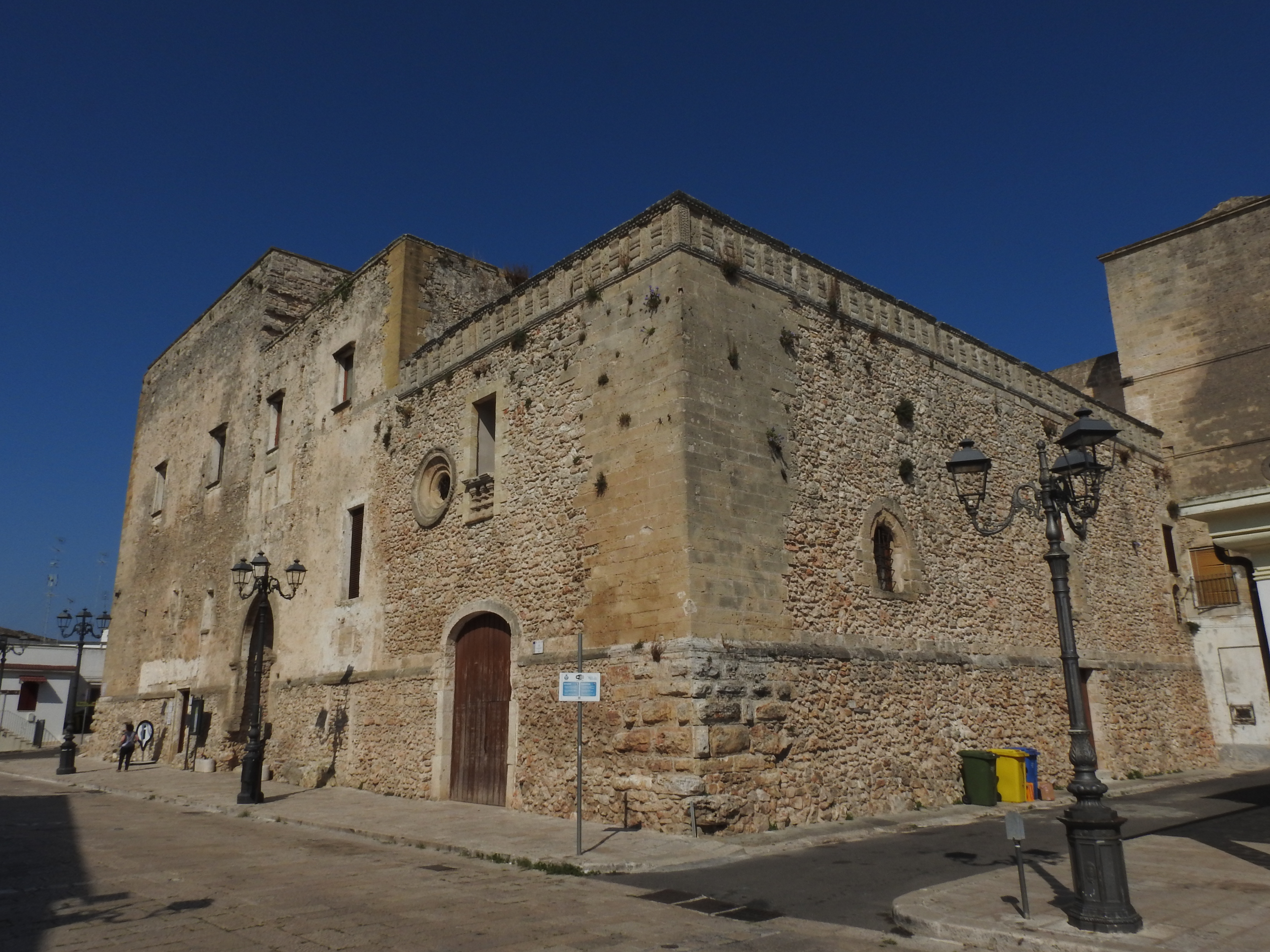
Il Palazzo marchesale

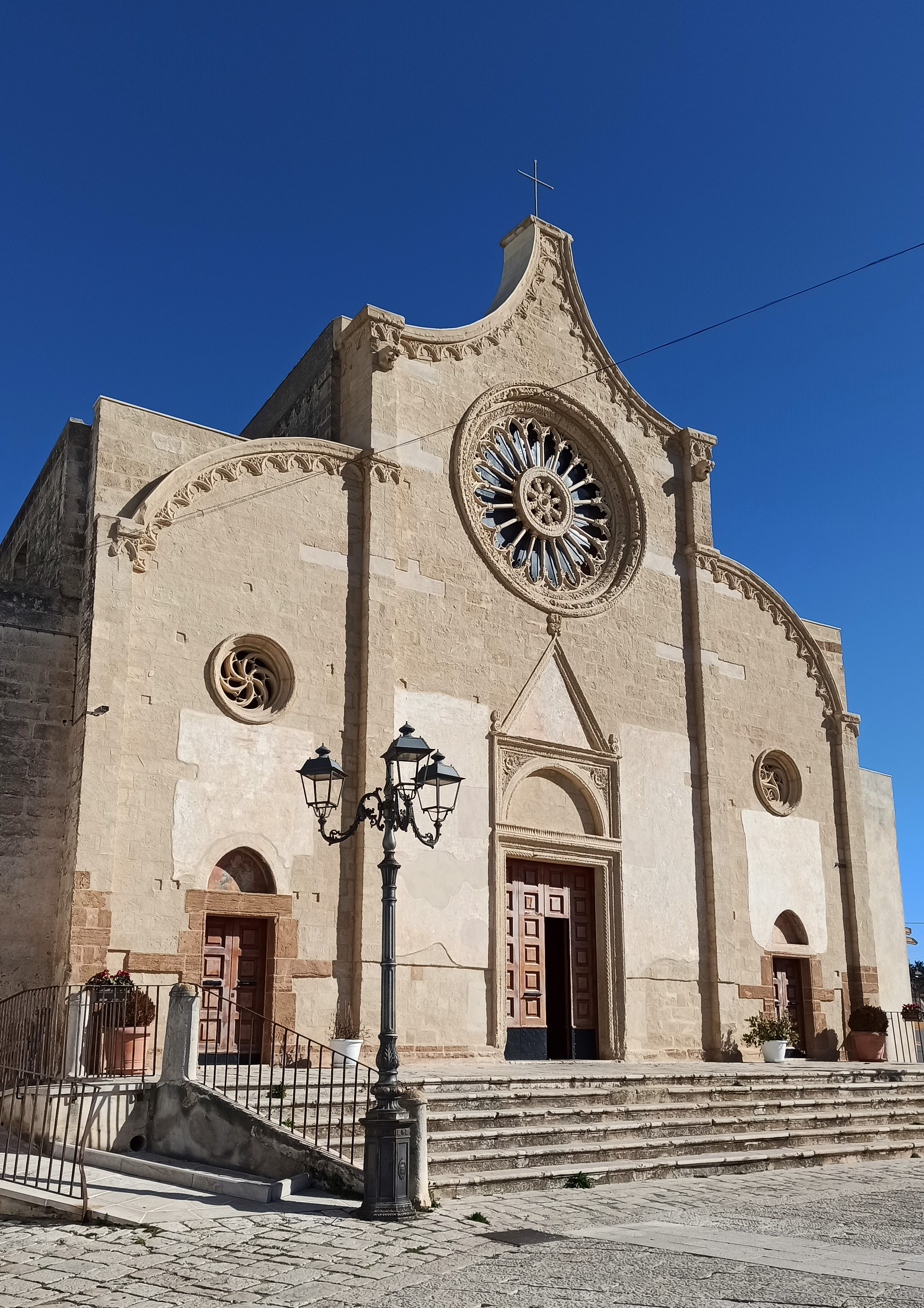
La chiesa matrice di San Lorenzo martire
La facciata del XV secolo è di tipo veneto-dalmata, con coronamento ad archi inflessi, un bel rosone e un portale cuspidato. Sui fianchi una caratteristica decorazione ad archetti trilobi. All'interno il dipinto dell'Epifania di scuola napoletana del 1583, un San Lorenzo di Paolo de Matteis e tele del pittore locale Andrea Giannico (1747). Sulla controfacciata affreschi del 1505.
Santa Maria Assunta in Cielo (già abbazia Santa Maria la Grande)
La piccola chiesa di origine romanica, costruita nel mezzo del centro storico, appartenne a un'abbazia di cistercense scomparsa. La facciata è stata in parte manomessa, all'esterno sono visibili le tre absidi romaniche decorate da archetti ciechi e lesene. L'interno (un'epigrafe murata in controfacciata data la fondazione al 1112) è a tre navate con altrettante absidi e conserva un notevole fonte battesimale (forse resto di una fontana medievale) decorato da sculture di impronta wiligelmica (XII secolo)
Il santuario Maria santissima Mater Domini
Il santuario, la cui costruzione risale al XVIII secolo, venne realizzato adiacente alla chiesa rupestre di Santa Domenica, che funge da cripta, dove si possono ammirare gli affreschi di Santa Domenica e della Madonna Odigitria, entrambi del XIII secolo. 
La chiesa della Madonna delle Grazie
La Fontana medievale
Sul fondo di una piccola lama che si immette nella gravina si trova una grande fontana pubblica con abbeveratoio e lavanderia ben conservata risalente al tardo medioevo.
La cripta rupestre detta “Cantina Spagnola"
Il palazzo marchesale
Costruito dai Triggiano nel 1353 e rimaneggiato nel 1548, nonostante le trasformazioni conserva l'aspetto medievale e nella parte posteriore i portali ogivali d'accesso alla cortina merlata e al cortile.
Il MUMA - Museo della maiolica
La gravina di Laterza
Ambiente di grande interesse paesaggistico, faunistco e culturale per la presenza di insediamenti rupestri e chiesette scavate nella roccia, anche con affreschi.
L'Oasi LIPU Gravina di Laterza
Le chiese rupestri 
- - chiesa rupestre della Madonna delle Rose I
  - chiesa rupestre della Madonna delle Rose II (ora cantina)
  - chiesa rupestre di Cristo Giudice o della Santissima Trinità
  - chiesa rupestre di Sant'Antonio del fuoco
  - chiesa rupestre di Santa Caterina I
  - chiesa rupestre di San Giacomo I
  - chiesa rupestre di San Giacomo II
  - chiesa rupestre di San Giovanni Battista
  - chiesa rupestre di San Lorenzo vecchio
  - chiesa rupestre di San Nicola o Sant'Antonio abate
  - chiesa rupestre di Santo Stefano
  - chiesa rupestre di San Vito
  - cripta del Calvario o di Santa Croce o di San Giovanni
  - cripta del Fregio
  - cripta del Pagliaio o chiesa rupestre di San Francesco
  - cripta della Madonna delle Grazie
  - cripta di Sant'Antonio in contrada San Pietro
  - cripta di San Biagio
  - cripta di Santa Caterina II
  - cripta di San Domenica o Santa Ciriaca
  - cripta di San Giorgio
  - cripta di San Giuseppe
  - cripta di San Leone
  - cripta di San Lucio o Leucio
  - cripta di San Pietro e San Primo
  - cripta in località Avucchiarra
  - cripta presso il Cimitero

## Società

### Evoluzione demografica
Abitanti censiti

### Etnie e minoranze straniere
Secondo i dati ISTAT, al 1 gennaio 2022 la popolazione straniera residente nel comune di Laterza era di 268 persone, pari all'1,2% di tutti i residenti. Le nazionalità maggiormente rappresentate erano:
1. Albania, 70
2. Romania, 46

### Il dialetto laertino
Il dialetto laertino è la varietà del dialetto apulo-barese parlato prevalentemente nel territorio del comune affiancato alla lingua italiana. Lo stesso idioma viene parlato anche da comunità laertine emigrate nell'Italia settentrionale ed all'estero, usato come legame universale con la loro terra d'origine. Come tutte le varietà del dialetto barese, anche il laertino è un'evoluzione del latino volgare caratterizzata da un substrato di lingua greca (nella variante del dialetto dorico) ed, a seguito delle dominazioni di popolazioni straniere avvicendatesi nel tempo, si è poi modificato con ulteriori influenze linguistiche, risentendo della presenza di un adstrato prevalentemente di spagnolo, ma anche di arabo e francese.
Con la nascita del Regno di Napoli il dialetto laertino ha subito molte influenze della lingua napoletana, essendone in qualche modo imparentato. Infine con l'unificazione d'Italia molti termini originari del dialetto sono stati quasi totalmente soppiantati da italianismi.

## Cultura
Ha sede a Laterza l'istituto di istruzione secondaria superiore "Gianbattista Vico" che comprende classi di liceo scientifico (presente a Laterza dal 1968 e autonomo dal 1974) e di liceo artistico (presente come istituto d'arte dal 2001).
Laterza dispone di una biblioteca comunale, sita nella Cittadella della Cultura nella quale, tra le altre cose, si svolgono le adunanze del Consiglio comunale.
A Laterza dal Febbraio 2012 è attivo un presidio NATI PER LEGGERE presso la Cittadella della Cultura.
A Laterza nei mesi estivi si celebra la Rassegna Culturale "Festival della Terra delle Gravine".
Il 1º dicembre 2015 a Laterza è stato inaugurato il MUMA - Museo della Maiolica Laertina.
Grazie alla propria offerta culturale turistica che Laterza è stata premiata dall'organizzazione mondiale Creative Tourism Network come "Miglior Destinazione Creative Emergente" nell'ambito del 2021, dichiarato dalle Nazioni Unite "Anno Internazionale dell'Economia Creativa per lo Sviluppo Sostenibile".

## Infrastrutture e trasporti

### Strade
Laterza è interessata dal percorso della strada statale 7 Via Appia, dalla Strada provinciale ex SS 580 e dalle provinciali 6, 8, 15, 18, 19 e 20.
Il centro abitato è collegato alla zona Selva S.Vito, posta sull'altro versante della gravina, da un imponente ponte in cemento armato.
Di tipo Maillart, costruito tra il 1960 ed il 1962 ed inaugurato il 14 aprile 1962, misura 185 metri di lunghezza totale per 60m di «luce», 52m di «salto» e 11m di «freccia».

### Mobilità urbana
Il comune è servito da autolinee interurbane gestite da Trasporti Pubblici Locali (CTP) e Sita Sud, società aderenti al Cotrap.

## Amministrazione
La tabella sottostante riporta la cronotassi dei sindaci del comune di Laterza eletti negli ultimi 30 anni.
| Periodo           | Periodo           | Primo cittadino       | Partito                            | Carica                  | Note          |
| ----------------- | ----------------- | --------------------- | ---------------------------------- | ----------------------- | ------------- |
| 24 gennaio 1984   | 27 maggio 1989    | Pietro Paolo Paciulli | DC                                 | Sindaco                 |               |
| 18 dicembre 1989  | 2 agosto 1990     | Pietro Giannico       | DC                                 | Sindaco                 |               |
| 17 febbraio 1990  | 18 luglio 1991    | Alessandro Pontrelli  | PSDI                               | Sindaco                 |               |
| 18 luglio 1991    | 24 novembre 1992  | Raffaele Leogrande    | DC                                 | Sindaco                 |               |
| 24 novembre 1992  | 2 agosto 1993     | Vito Antonio Di Lena  | DC                                 | Sindaco                 |               |
| 3 agosto 1993     | 22 novembre 1993  | Paolo Gentilucci      |                                    | Commissario prefettizio |               |
| 22 novembre 1993  | 14 settembre 1996 | Vito Antonio Di Lena  | DC                                 | Sindaco                 |               |
| 17 settembre 1996 | 28 aprile 1997    | Carlo Sessa           |                                    | Commissario prefettizio |               |
| 29 aprile 1997    | 14 maggio 2001    | Vito Cassano          | L'Ulivo, Liste civiche             | Sindaco                 |               |
| 15 maggio 2001    | 26 febbraio 2010  | Giuseppe Cristella    | Forza Italia-PDL, Liste civiche    | Sindaco                 | [ 28 ]        |
| 24 marzo 2010     | 17 maggio 2011    | Antonio Paglialonga   |                                    | Commissario prefettizio |               |
| 17 maggio 2011    | 23 luglio 2020    | Gianfranco Lopane     | Partito Democratico, SEL, IdV, UDC | Sindaco                 | [ 29 ] [ 30 ] |
| 24 luglio 2020    | 23 settembre 2020 | Rosa Maria Padovano   |                                    | Commissario prefettizio | [ 31 ]        |
| 24 settembre 2020 | in carica         | Francesco Frigiola    | Partito Democratico, Liste civiche | Sindaco                 | [ 32 ]        |

### Gemellaggi
Laterza è gemellata con le seguenti città:
- Säter, dal 1997[33]
- Lanciano, dal 2018[34]

### Altre informazioni amministrative
Il comune di Laterza ha fatto parte, fino alla sua soppressione, della Comunità Montana della Murgia Tarantina, con sede a Mottola, che aveva l'obiettivo di imprimere una forte spinta promozionale all'intero territorio della murgia ionica. Attualmente fa parte dell'Associazione nazionale città del pane, con sede ad Altopascio, che ha tra i suoi scopi quello di promuovere il riconoscimento e la valorizzazione dei pani e di tipologie specifiche di pane legate a determinati territori. È anche membro dell'Associazione Italiana Città della Ceramica, con sede a Faenza, che si pone l'obiettivo della creazione di una rete nazionale delle città ove storicamente è venuta a svilupparsi una significativa attività ceramistica. Il comune di Laterza è uno dei soci pubblici del gruppo di azione locale (G.A.L.) ”Luoghi del Mito”, una società consortile a responsabilità limitata volta a promuovere lo sviluppo dei comuni del versante occidentale della provincia di Taranto. Come socio privato, fra gli altri, fa parte del G.A.L. anche il Consorzio Pane di Laterza.
Il Comune di Laterza è stato insignito nel novembre 2014 del prestigioso riconoscimento "Bandiera Verde Agricoltura" per essersi distinto per politiche di difesa del territorio, dell'ambiente e del suolo e per la valorizzazione delle eccellenze eno-gastronomiche e agricole.
Il Comune di Laterza è stato premiato negli anni 2013, 2014, 2015 come Comune Riciclone di Puglia per aver raggiunto percentuali di raccolta differenziata dei rifiuti fra le più alte di tutta la Regione Puglia.

## Sport

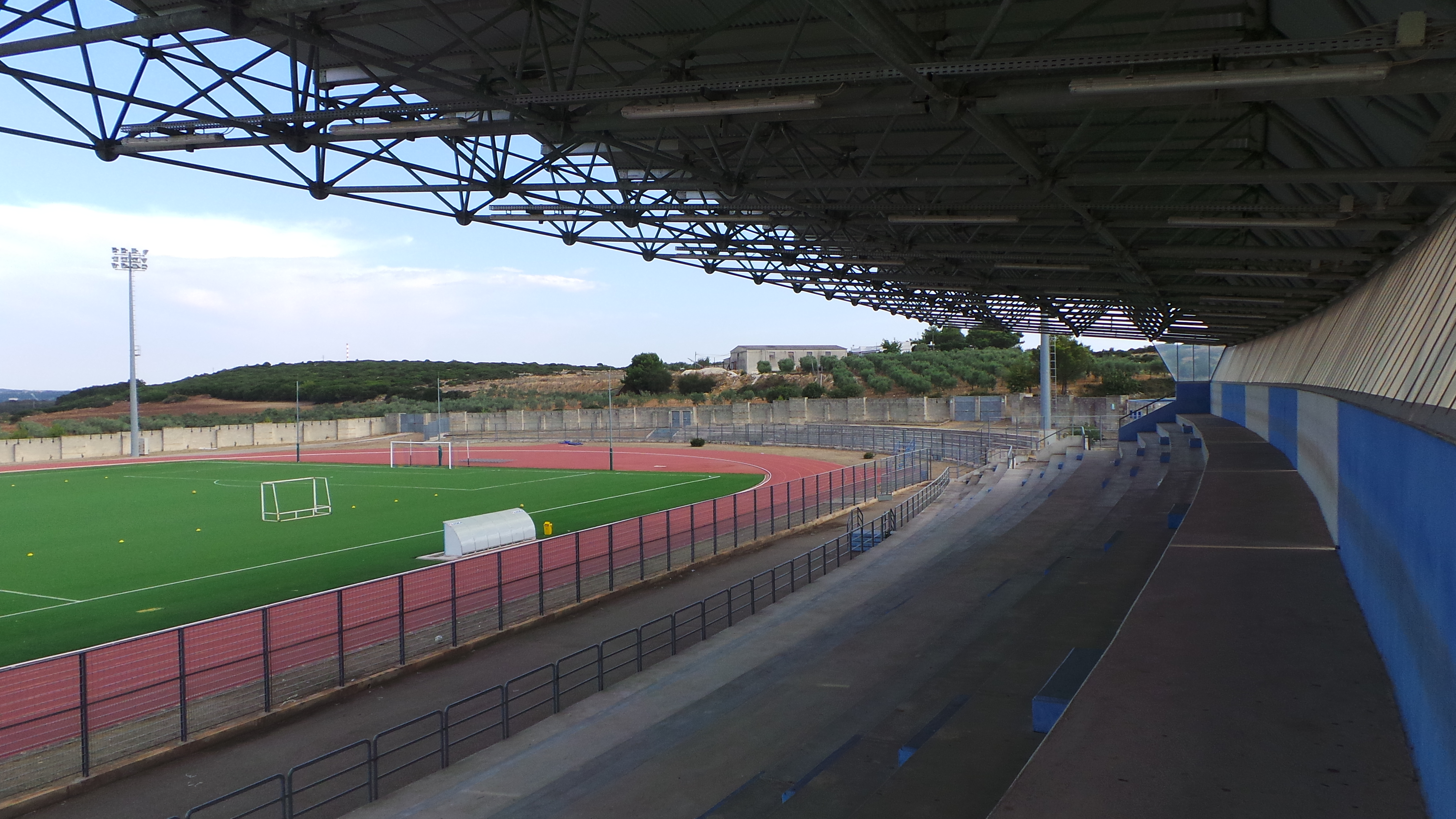
Vista interna dello stadio comunale "Madonna delle Grazie"

La squadra locale di calcio, storicamente "U.S. Laterza", e dal 2003 ribattezzata "Gioventù Laterza", è esistita fino alla stagione 2012-2013 quando ha disputato il suo ultimo campionato di Seconda Categoria.
Nel 2018 è stata creata una nuova societá, denominata Hellas Laterza, che ha disputato campionati dilettantistici regionali fino alla Promozione Pugliese, e che attualmente milita in prima categoria.
A Laterza è anche presente la squadra di pallacanestro "Terra delle Gravine" che, dalla stagione 2015/2016 milita nel campionato regionale di Prima Divisione maschile.

### Impianti sportivi
Il principale impianto sportivo di Laterza è lo stadio comunale "Madonna delle Grazie". L'impianto polivalente, inaugurato nel 2004, è dotato di una tribuna coperta, di un'infermeria, di un terreno in erba sintetica omologato FIGC, e di una pista di atletica leggera da 400 metri a 6 corsie, per corse su pista, e per gare di salto e lancio. 
Nelle edizioni del 2008, 2009, 2012 e 2013 l'impianto ha ospitato alcune partite della Scirea Cup.